# Roland et les Bémols
Roland et les Bémols is een voormalige Belgische muziekgroep uit de jaren 60 en 70 van de twintigste eeuw.

## Band
De originele groep bestond uit:
- Roland De Munck (1939-2020, zang)
- Léon van Parys (1935–2001, lead guitar & zang)
- Tim Visterin (1940–2018, begeleidende gitaar & zang)
- Jean-Paul Janssens (1945–2008, bas & zang)
- Michel Swolfs (slagwerk & zang)
- Pierre De Meulemeester (1940–2016, orgel en klein slagwerk)[1]
- Charlie Gaertner (slagwerk)

## Geschiedenis
Gesticht in het Antwerpse, groeide de groep tot een van de meest bekende Antwerpse dans- en party- gelegenheidsorkest. Hun grootste concurrent was de groep "Les Chabrols". Hier spreekt men over de tijd dat er geen discobars noch discotheken bestonden, en het was uiterst normaal dat een avond om 21 uur startte, meestal met een maaltijd, gevolgd door dans en bar. De muzikanten speelden gewoonlijk 2 uren zonder oponthoud met een pauze van ongeveer 30 minuten, waar dan op band opgenomen schlagers afgespeeld werden, en afwisselend verder "live". De meeste "parties" eindigend tussen 4 en 6 uur 's ochtends. Zwaar werk voor de muzikanten, die tevens nog hun alledaagse beroepsbezigheden onderhielden.
Buiten de gelegenheidsavonden werd de groep ook nog bekend door het winnen van het orkestfestival in Châtelet (met hoofdster Claude François), het samenwerken als Amerikaanse vedette in voorstellingen met Petula Clark en Jacques Brel tijdens hun concerten in de Grote Zaal van de Antwerpse Zoo (KMvD), zondagse uitzendingen bij de INR-TV, het maken van een 45-toerenplaat met liedjes van Roland de Munck en Tim Visterin (later bekende Vlaamse zanger).

### Comeback
In 1985 werd er een serie comebackvoorstellingen in België gehouden, waarbij de groep aanmerkelijk groeide. Echtgenote(n) en kindere(n) van de muzikanten namen er toen aan deel. Op dat moment omvatte de groep tot 14 mensen (de "Bémolettes", zang en background dans)
- Guy de Munck (gitaar)
- Thierry Decarpentrie (Wilrijk, 23 juli 1947 - Wuustwezel, 27 maart 2008, keyboard)
- Marielle Versluys
- Arlette Verschueren-Rogmans (1945-1994)
- Denise Gaertner